# Equip mortal
Equip mortal (títol original: The Big Hit) és una pel·lícula estatunidenca dirigida per Kirk Wong, estrenada el 1998. Ha estat doblada al català

## Argument
Un segrest que semblava fàcil i ràpid es girarà contra Mel, un assassí a sou, i els seus socis, Cisco, Crunch, Vince i Gump. La víctima, la filla d'un ric industrial, és de fet la fillola del seu amo Paris. Quan Cisco, el cervell d'aquest pla, traeix Paris, Mel és l'home a abatre.

## Repartiment
- Melvin Smiley: Mark Wahlberg
- Cisco: Lou Diamond Phillips
- Pam Shulman: Christina Applegate
- Chantel: Lela Rochon
- Crunch: Bokeem Woodbine
- Vince: Antonio Sabato
- Jeanne Shulman: Lainie Kazan
- Morton Shulman: Elliott Gould
- Gump: Robin Dunne
- El jove del videoclub: Danny Smith
- Keiko Nishi: China Chow
- Jiro Nishi: Sab Shimono
- Lance: Joshua Peace
- Sergio: David Usher

## Crítica
- "Una de les pel·lícules més divertida en molt temps. (...) molt més hilarant que la majoria de les comèdies. (...) Puntuació: ★★★ (sobre 4)"[3]
- "Els personatges d'aquesta pel·lícula existeixen en una zona misteriosa en la qual milers de bales es disparen al voltant d'ells, però no aconsegueixen a ningú fins que l'argument així ho requereix. (...) Puntuació: ★ (sobre 4)"[4]